# لبيب (اسم)
لبيب هو اسم علم مذكر من أصل عربي، ومعناه هو العاقل الحاذق الذكي الملازم للأمر ل يتر عنه.

## شخصيات تحمل الاسم
- لبيب السباعي (15 أكتوبر 1945 – 2012)
- لبيب حبشى (18 أبريل 1906 – 18 فبراير 1984)
- لبيب حسين أبو ركن (سياسي إسرائيلي، 1911 – 20 نوفمبر 1989)
- لبيب شقير

## شخصيات خيالية تحمل الاسم
- لبيب

## وصلات خارجية
- موسوعة السلطان قابوس لأسماء العرب نسخة محفوظة 5 أبريل 2019 على موقع واي باك مشين.